# Dysk optyczny

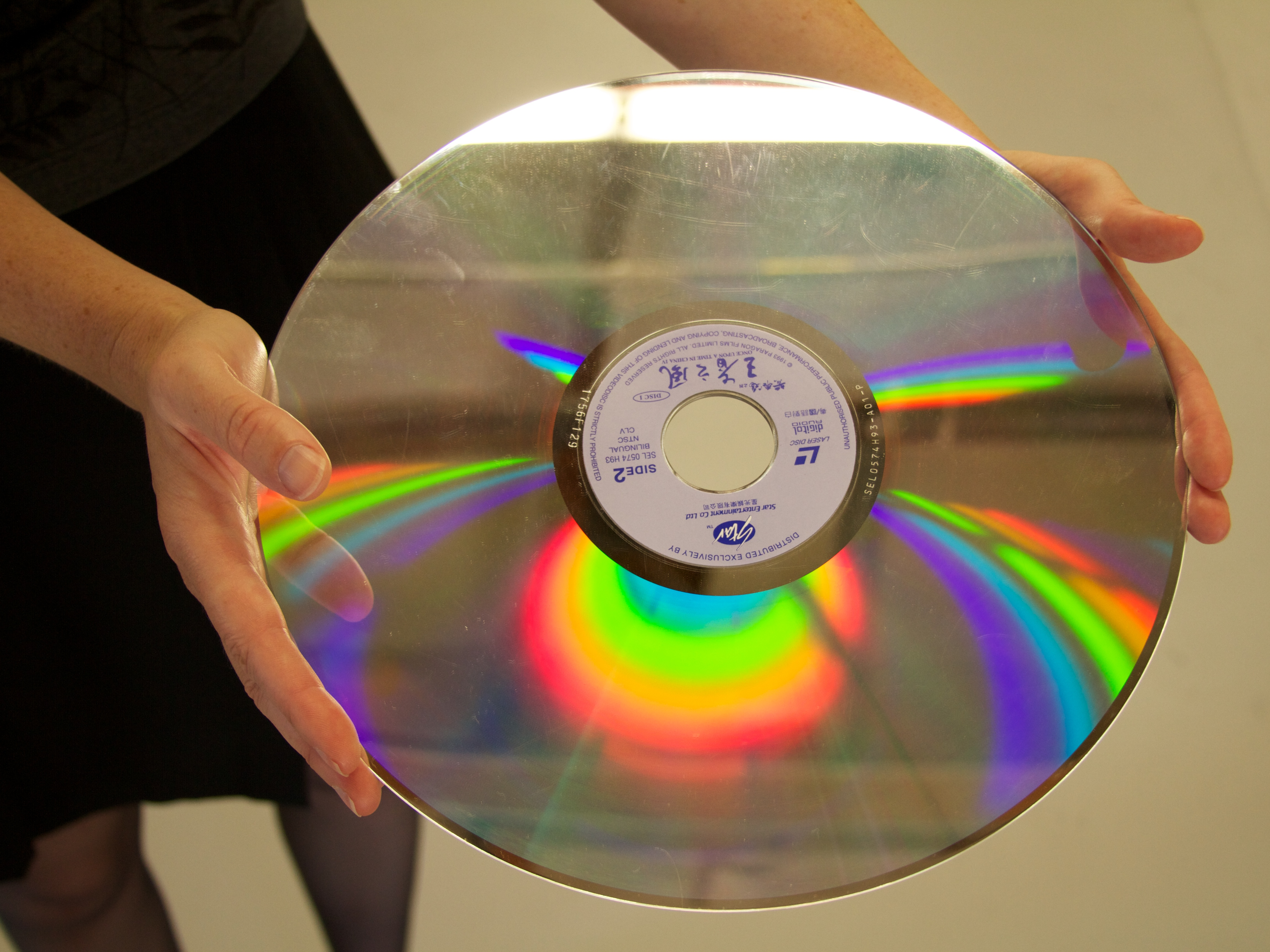
Dysk optyczny

Dysk optyczny – jeden z rodzajów nośników danych używany w systemach komputerowych do zapisu danych. Dysk optyczny jest płaskim, plastikowym krążkiem pokrytym materiałem, na którym mogą być zapisywane bity informacji w postaci fragmentów dobrze i słabo odbijających wiązkę światła. Odczyt danych następuje poprzez oświetlenie promieniem lasera. Dane są zapisane sekwencyjnie na ciągłej, spiralnej ścieżce od środka dysku na zewnątrz.
Pierwsze dyski optyczne zapisujące analogowo wideo (Laserdisc) zostały wynalezione przez firmę Philips w latach 60. XX wieku i wprowadzone na rynek (w latach 70.) w kooperacji z firmą MCA. Zgromadzone doświadczenie umożliwiło wyprodukowanie CD-ROM-ów na początku lat 80. (Philips w kooperacji z Sony).
Do pamięci optycznych zalicza się:
- Laserdisc
- CD
- DVD
- Blu-ray
- HD DVD
- HD VMD
- UMD
- Minidisc
- GD-ROM.